# Kevin Kapstad
Kevin Kapstad, född 12 februari 1986 i Boxborough utanför Boston, MA, USA, är en amerikansk ishockeyspelare som spelar för EC KAC i Österrikiska ishockeyligan. Han skrev på för Leksands IF inför säsongen 2012/2013 och blev Salos (Sportchef) första nyförvärv för säsongen, han spelade tre säsonger för klubben. Han anses ofta vara en spelskicklig och duktig tvåvägsback och ganska offensiv i sin spelstil.